# Managementregeln der Nachhaltigkeit
Grundlegende Managementregeln der Nachhaltigkeit hat Herman Daly aufgestellt. Sie besagen im Wesentlichen:
- Die Nutzung erneuerbarer Naturgüter, zum Beispiel Wälder oder Fischbestände, darf auf Dauer nicht größer sein als ihre Regenerationsrate. Andernfalls ginge die Ressource zukünftigen Generationen verloren.

- Die Nutzung nichterneuerbarer Naturgüter, zum Beispiel fossile Energieträger, darf nach Möglichkeit und auf Dauer nicht größer sein als die Substitution ihrer Funktionen (Beispiel: denkbare Substitution fossiler Energieträger durch Wasserstoff aus solarer Elektrolyse).

- Die Freisetzung von Stoffen und Energie darf auf Dauer nicht größer sein als die Anpassungsfähigkeit der natürlichen Umwelt (Beispiel: Anreicherung von Treibhausgasen in der Erdatmosphäre oder von säurebildenden Substanzen in Waldböden).

- Gefahren und unvertretbare Risiken für die menschliche Gesundheit und die Umwelt durch anthropogene (anthropogen = vom Menschen verursacht) Einwirkungen sind zu vermeiden.

Die deutsche Bundesregierung hat ebenfalls Managementregeln der Nachhaltigkeit definiert:
„Die Grundsätze einer nachhaltigen Entwicklung müssen schrittweise konkretisiert werden, damit sie für das Handeln in Wirtschaft und Gesellschaft relevant werden. In der nationalen Strategie der Bundesregierung wird das Leitbild der nachhaltigen Entwicklung in zehn Managementregeln der Nachhaltigkeit auf den Punkt gebracht.“
Grundregel
„Jede Generation muss ihre Aufgaben selbst lösen und darf sie nicht den kommenden Generationen aufbürden. Sie muss zugleich Vorsorge für absehbare zukünftige Belastungen treffen. Das gilt für die Erhaltung der natürlichen Lebensgrundlagen, für die wirtschaftliche Entwicklung sowie den sozialen Zusammenhalt und den demografischen Wandel.“